# Diocesi di Yanzhou

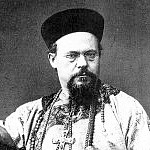
Il vescovo Johann Baptist von Anzer

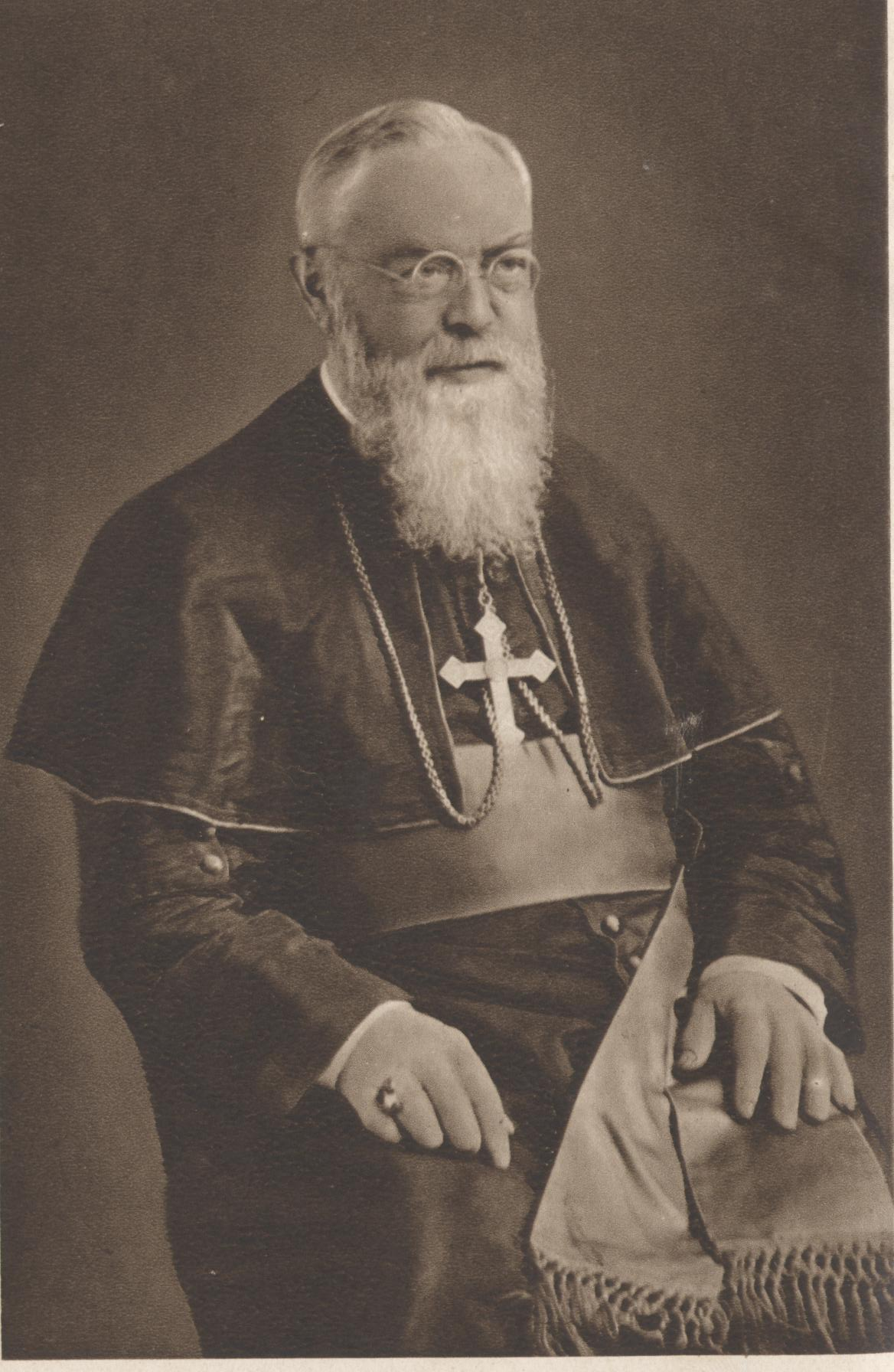
Il vescovo Augustin Henninghaus

La diocesi di Yanzhou (in latino: Dioecesis Ienceuvensis) è una sede della Chiesa cattolica in Cina suffraganea dell'arcidiocesi di Jinan. Nel 1950 contava 60.000 battezzati su 4.000.000 di abitanti. La sede è vacante.

## Territorio
La diocesi comprende parte della provincia cinese di Shandong.
Sede vescovile è la città di Yanzhou, dove si trova la cattedrale dello Spirito Santo.

## Storia
Il vicariato apostolico di Shantung Meridionale fu eretto l'8 gennaio 1886 con il breve Romani pontifices di papa Leone XIII, ricavandone il territorio dal vicariato apostolico di Shantung (oggi arcidiocesi di Jinan).
Il 3 dicembre 1924 assunse il nome di vicariato apostolico di Yenchow-fu in forza del decreto Vicarii et Praefecti della Congregazione di Propaganda Fide.
L'11 febbraio 1925, il 13 dicembre 1933 e il 12 novembre 1934 cedette porzioni di territorio a vantaggio dell'erezione rispettivamente delle prefetture apostoliche di Qingdao (oggi diocesi) e di Yanggu (oggi diocesi) e del vicariato apostolico di Caozhoufu (oggi diocesi di Caozhou).
L'11 aprile 1946 il vicariato apostolico è stato elevato a diocesi con la bolla Quotidie Nos di papa Pio XII.
Il 15 agosto 2005 è deceduto monsignor Tommaso Zhao Fengwu, vescovo della diocesi dal 18 maggio 1993. Gli è succeduto, dal 20 maggio 2011, monsignor John Lu Peisen, vescovo ufficiale consacrato in accordo con la Santa Sede.

## Cronotassi dei vescovi
Si omettono i periodi di sede vacante non superiori ai 2 anni o non storicamente accertati.
- Johann Baptist von Anzer, S.V.D. † (4 gennaio 1886 - 24 novembre 1903 deceduto)
- Augustin Henninghaus, S.V.D. † (7 agosto 1904 - 23 giugno 1935 dimesso)
- Teodoro Schu, S.V.D. † (19 novembre 1936 - 24 agosto 1965 deceduto)
  - Sede vacante
  - Nicholas Shi Ling-ge † (maggio 1960 consacrato - 1970 ? deceduto)
  - Tommaso Zhao Fengwu † (18 maggio 1993 consacrato - 15 agosto 2005 deceduto)
  - John Lu Peisen, consacrato il 20 maggio 2011

## Statistiche
La diocesi nel 1950 su una popolazione di 4.000.000 di persone contava 60.000 battezzati, corrispondenti all'1,5% del totale.
| anno | popolazione | popolazione | popolazione | presbiteri | presbiteri | presbiteri | presbiteri                | diaconi | religiosi | religiosi | parrocchie |
| anno | battezzati  | totale      | %           | numero     | secolari   | regolari   | battezzati per presbitero | diaconi | uomini    | donne     | parrocchie |
| ---- | ----------- | ----------- | ----------- | ---------- | ---------- | ---------- | ------------------------- | ------- | --------- | --------- | ---------- |
| 1950 | 60.000      | 4.000.000   | 1,5         | 39         | 9          | 30         | 1.538                     |         | 8         | 24        |            |